# Salašica
Salašica (mađ. Kisszállás) je selo u jugoistočnoj Mađarskoj.
Zauzima površinu od 92,06 km četvornih.

## Zemljopisni položaj
Nalazi se u regiji Južni Alföld, na 46°16'47" sjeverne zemljopisne širine i 19°29'28" istočne zemljopisne dužine.

## Upravna organizacija
Upravno pripada olaškoj mikroregiji u Bačko-kiškunskoj županiji. Poštanski broj je 6421.
Upravno joj pripada predio Bunarić (mađ. Ivánkamajor).

## Povijest
Na ovom području su nađeni tragovi naseobina raznih naroda: Avara, Kumanaca i Turaka. U Salašici su pronađena avarska i turska groblja.
Današnje selo je nastalo spajanjem sedam manjih sela sredinom 19. stoljeća. 

## Stanovništvo
U Salašici živi 2878 stanovnika (2002.).